# 外奥科尼共和国
外奥科尼共和国（英語：Trans-Oconee Republic）是一个短命的未受国际普遍承认国家，位于美国佐治亚州奥科尼河以西。1794年5月，伊莱贾·克拉克将军建立外奥科尼共和国，其目的是阻止新成立的美国联邦政府将佐治亚州声称拥有的土地交还给克里克人。1794年9月，佐治亚州军队和联邦军队迫使克拉克及其追随者投降并离开定居点，随后，摧毁他们的房屋和要塞。